# Поверхневий плазмонний резонанс

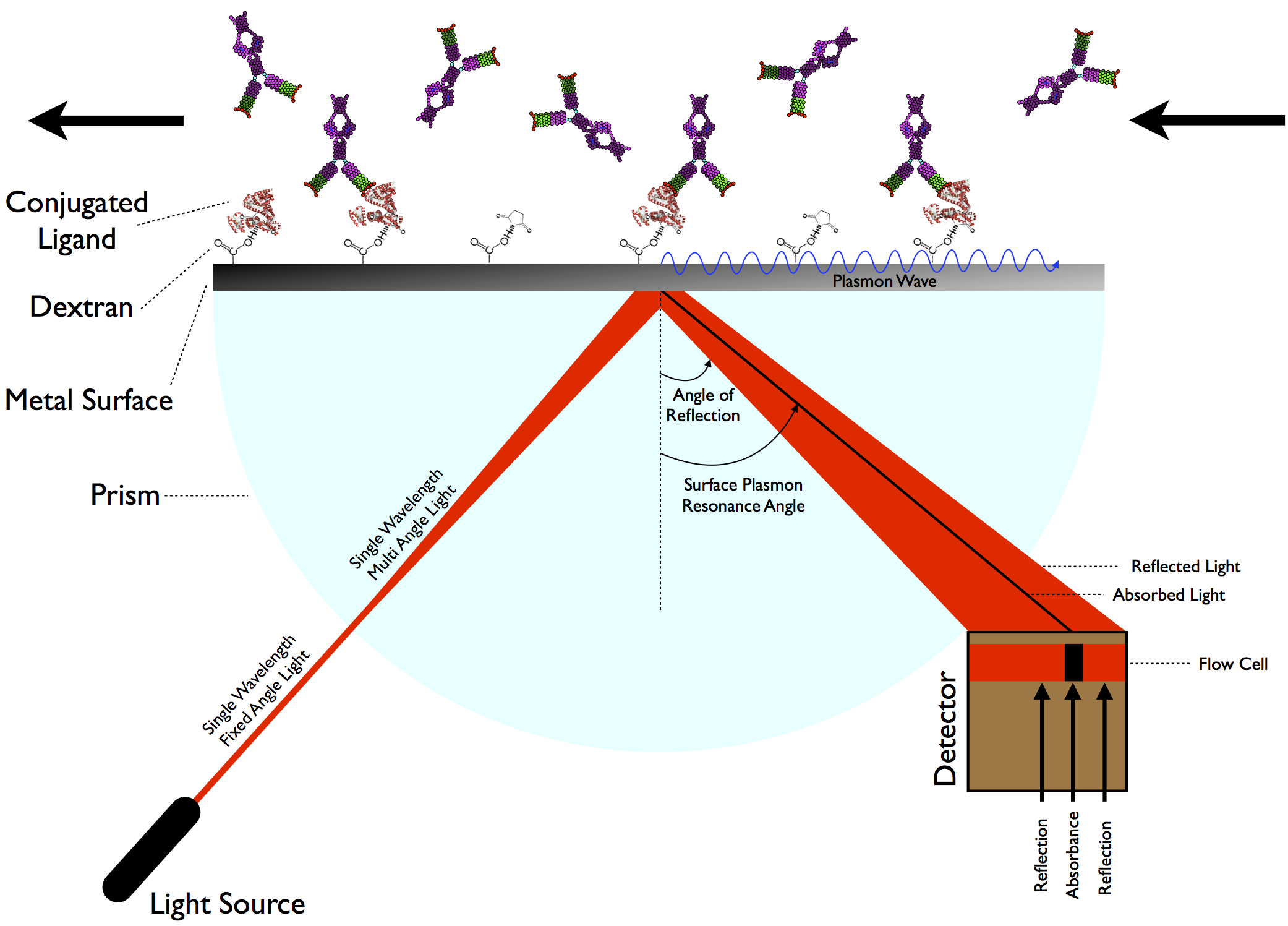
Поверхневий плазмонний резонанс — Surface plasmon resonance (SPR).

Поверхневий плазмонний резонанс (англ. surface plasmon resonance) — оптичний метод вивчення шарів органічних чи біоорганічних молекул нанесених на поверхню золота або іншого благородного металу, взятого у вигляді тонкої плівки.
Поверхневий плазмонний резонанс — метод визначення констант зв'язування макромолекул, заснований на явищі поверхневого плазмонного резонансу.[що?]
Електрони на поверхні золотих частинок колективно осцилюють у відповідь на опромінення світлом з певною довжиною хвилі. При цьому в спектрі відбитого світла з'являються піки, яких не було в спектрі збуджувального світла. Якщо на поверхні наночастинки іммобілізовано білок, який може поглинати світло, і його частота поглинання перекривається з частотою плазмонного резонансу, то в піку розсіювання з'являється провал в тій області спектра, де поглинає білок. Метод SPR-діагностики заснований на порівнянні спектрів розсіювання наночастинок і наночастинок з іммобілізованим білком. Цей ефект, виникаючи на поверхні металевої плівки, поширюється вглиб розчину, затухаючи експоненціально як функція відстані. Взаємодії між молекулами змінюють згасну хвилю, що призводить до зміни характеристик поверхневого плазмона, які виражаються в зміні резонансного кута і показника заломлення в поверхневому шарі. За зміною показника заломлення судять про взаємодію біомолекул. Цей метод дозволяє спостерігати за реакцією в реальному часі.